# Битва під Бердичевом (1702)
Битва під Бердичевом 17 жовтня 1702 року сталася під час козацького повстання Палія 1702—1704 років проти влади Речі Посполитої на Правобережжі. Гетьман Самусь розгромив польське військо (2000 кварцяного війська та магнатські відділи Київського та Брацлавського воєводств) на чолі з хмільницьким старостою Я. Потоцьким і полковником Д. Рущицом. Поляки втратили 2000 жовнірів. Артилерія і великий обоз (вартістю в 220 тис. злотих) дісталися переможцям. Польські полководці втекли аж до Львова. Унаслідок перемоги під Бердичевом повстання охопило всю Житомирщину.

## Передумови
Взявши у свої руки керівництво повстанням, Семен Палій почав збирати нові сили для боротьби проти польсько-шляхетського панування. З Фастова для облоги Білої Церкви він послав 1,5-тисячний загін козаків. Незважаючи на втрати, повстанці неодноразово штурмували фортецю, наблизилися до валів з допомогою земляних шанців. Оволодіння Білою Церквою стало цілком реальною справою.

Проте в другій половині вересня 1702 року ситуація ускладнилася. Уряд Речі Посполитої послав на придушення народних повстань 2-тисячне військо, яке жорстоко розправилось з населенням у районі Немирова, Слободищ, Котельні, Лощина та інших міст. Об'єднавшись з шляхетським ополченням Київського, Волинського і Брацлавського воєводств, коронне військо зосередилося в Котельні й Лещині для наступу на Фастів, а також визволення з облоги Білої Церкви.
2-тисячний повстанський загін, посланий Семеном Палієм на Подністров'я, 7 жовтня оточив фортецю Немирів, що був опорним пунктом польсько-шляхетського панування на Поділлі. За допомогою немирівських міщан і жителів навколишніх сіл повстанці після короткочасної облоги оволоділи містом і фортецею.

## Битва
У жовтні повстанське військо вже налічувало 12 тис. козаків. Не припиняючи облоги Білої Церкви, Семен Палій послав проти коронного війська значні сили кінноти й піхоти під командуванням Самуся та Іскри, а сам став керувати облогою фортеці. Польські війська, довідавшись про наближення повстанців, відступили до Бердичева під захист фортеці, частина їх стала табором поблизу міста.
16 жовтня 1702 року на світанку головні сили повстанців підступили до Бердичева, поблизу якого в укріпленому таборі перебувало коронне військо. Сталася кривава битва, в якій коронне військо і шляхетське ополчення були вщент розгромлені. Повстанці оволоділи містом і фортецею. Рештки розгромлених каральних військ утекли на Волинь в район міст Любара і Чорториї.

## Наслідки
Перемога над польсько-шляхетськими військами під Бердичевом вирішила справу визволення Правобережної України. На її території аж до Случі коронних військ не залишилося. Під Бердичевом до повстанців приєднався 4-тисячний загін, що прибув з Подністров'я. Повстанське військо повернулося під Білу Церкву, яку невдовзі було взято.